# Alessandro Grandoni
Alessandro Grandoni (Terni, 22 de julho de 1977) é um futebolista italiano que atualmente é treinador de futsal.

## Carreira
- Ternana
- Lazio
- Sampdoria
- Torino
- Sampdoria
- Modena
- Livorno